# Víctor Klein
Víctor Carlos Horacio Klein Lavín (* 2. Oktober 1917 in Santiago; † 13. August 1995) war ein chilenischer Fußballspieler. Der Abwehrspieler lief einmal für die chilenische Nationalmannschaft auf und wurde auf Vereinsebene zweimal nationaler Meister.

## Karriere

### Verein
Víctor Klein kam 1938 aus der Jugendmannschaft zur Profimannschaft von Santiago Morning. In der Saison 1942 gewann der Verteidiger mit dem Klub die Meisterschaft und weitere Titel wie den Campeonato de Campeones oder dem Campeonato de Apertura. Für Santiago Morning spielte er bis Ende 1946 und wechselte dann zu Audax Italiano. Mit dem Klub italienischer Einwanderer gewann er 1948 eine weitere Meisterschaft. Zum Abschluss seiner aktiven Karriere lief Klein 1952 für den Zweitligisten CD Palestino auf, mit dem er Zweitligameister wurde.

### Nationalmannschaft
Víctor Klein wurde für den Campeonato Sudamericano 1945 im eigenen Land von Trainer Ferenc Plattkó in den Kader Chiles berufen. Beim 6:3-Erfolg über Ecuador debütierte er. Es blieb sein einziger Turniereinsatz. Chile wurde nach vier Siegen, einem Unentschieden und einer Niederlage Turnierdritter. Auch nach der Südamerikameisterschaft kam kein weiteres Länderspiel hinzu, so dass das Spiel sein einziges Länderspiel blieb.

## Erfolge
Santiago Morning
- Chilenischer Meister: 1942
- Campeonato de Campeones: 1943, 1944
- Campeonato de Apertura: 1943, 1944

Audax Italiano
- Chilenischer Meister: 1948

Palestino
- Zweitligameister: 1952